# 황도경
황도경(1990년 4월 16일~)은 대한민국의 여성 모델이다.

## 수상 경력
- 2009년 제2회 아시아태평양 슈퍼모델 선발대회 PAT 패션교류상[2]
- 2008년 제17회 슈퍼모델 선발대회 코카롤리상[3]